# Mikael Persbrandt
Mikael Åke Persbrandt (Järfälla, 25 settembre 1963) è un attore svedese.
Nei film svedesi, è forse il più noto per aver interpretato Gunvald Larsson nella serie Beck. È internazionalmente conosciuto per il suo ruolo da protagonista nel film vincitore di un Premio Oscar, In un mondo migliore, diretto da Susanne Bier. La sua interpretazione gli ha valso una nomination all'European Film Award 2011 come miglior attore. Altre parti comprendono il ruolo di Carl Hamilton dei romanzi di Jan Guillou e Beorn in Lo Hobbit.

## Biografia

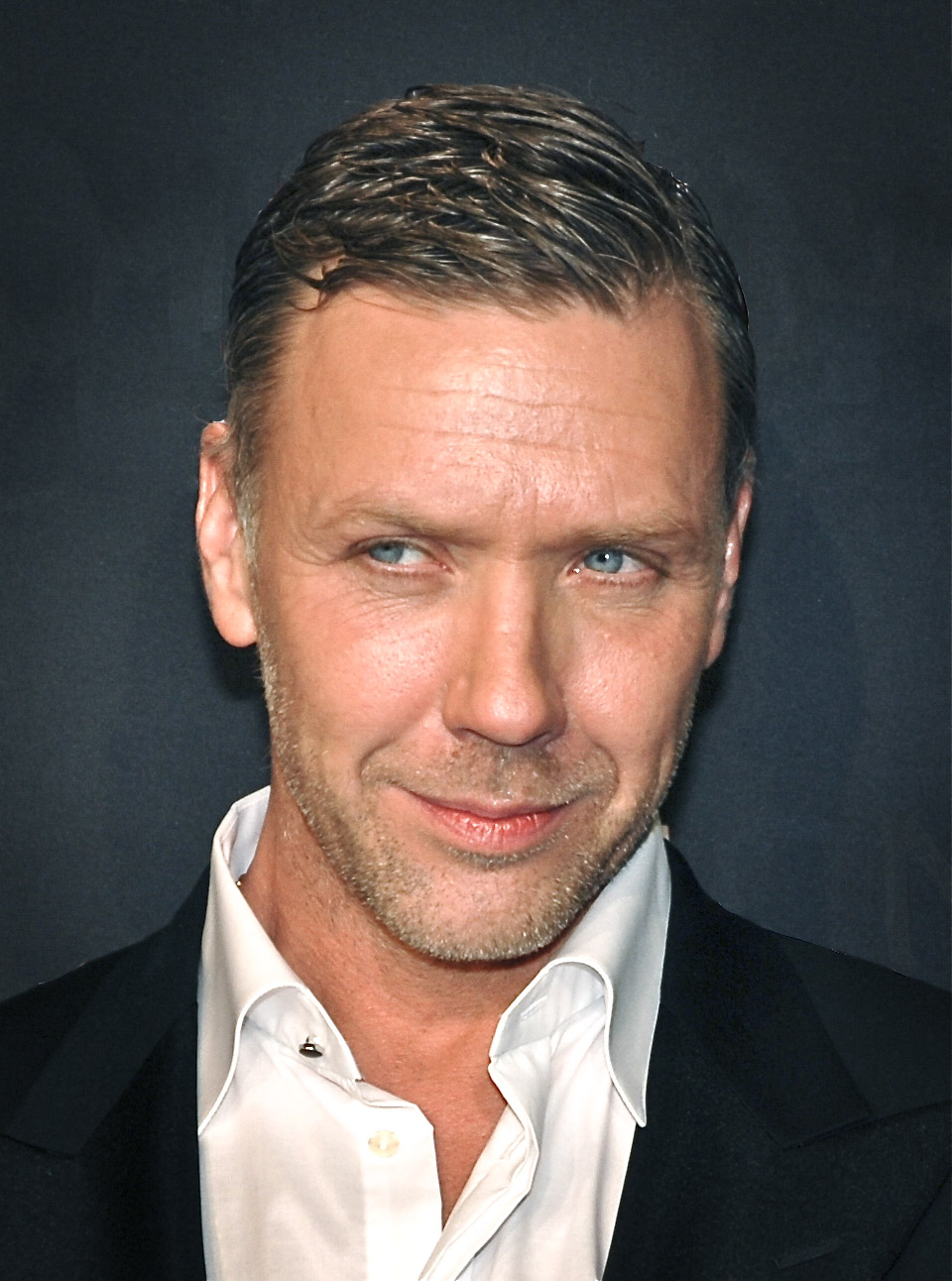
Mikael Persbrandt a gennaio 2012

Persbrandt è nato il 25 settembre 1963 a Jakobsberg, nel comune di Järfälla, nella contea di Stoccolma. Si è esibito sul palco del Royal Dramatic Theatre di Stoccolma e in numerosi ruoli cinematografici e televisivi. Persbrandt è ben noto per il suo ruolo di ispettore di polizia Gunvald Larsson, nella serie Beck. Ha vinto il Guldbagge Award come miglior attore in un ruolo da protagonista due volte, il primo nel 2009 per Maria Larssons eviga ögonblick e il secondo nel 2014 per Nobody Owns Me. Nel 2012 recita nel film L'ipnotista di Lasse Hallström. Nel 2015 Persbrandt ha riferito che avrebbe smesso di recitare nel suo ruolo popolare di Gunvald Larsson nella serie Beck, mentre nel 2019 entra a far parte del cast di Sex Education prodotto da Netflix.

## Immagine pubblica e problemi legali
Persbrandt è stato spesso notato per il suo bell'aspetto, ed è stato spesso inserito dai media svedesi nelle liste degli uomini svedesi più attraenti.

### Presunta overdose
Nel dicembre 2005 Persbrandt ha sporto denuncia contro il giornale Expressen che aveva fatto false accuse su una presunta overdose e sul fatto che fosse stato ricoverato in una clinica di Uppsala. Expressen si scusò e ammise che le informazioni erano false, ma le scuse non furono accettate da Persbrandt. Otto Sjöberg, all'epoca redattore del giornale, è stato multato.

### Uso di droghe
Persbrandt è stato arrestato due volte nel 2011 per uso di cocaina, ricevendo una multa. Nell'aprile 2014 è stato condannato a cinque mesi di reclusione per un altro reato di cocaina, ma in appello è stato ridotto a 75 ore di servizio alla comunità.

## Vita privata
Ha una relazione con Sanna Lundell, con cui ha avuto tre figli. In precedenza è stato sposato con Maria Bonnevie.

## Filmografia parziale

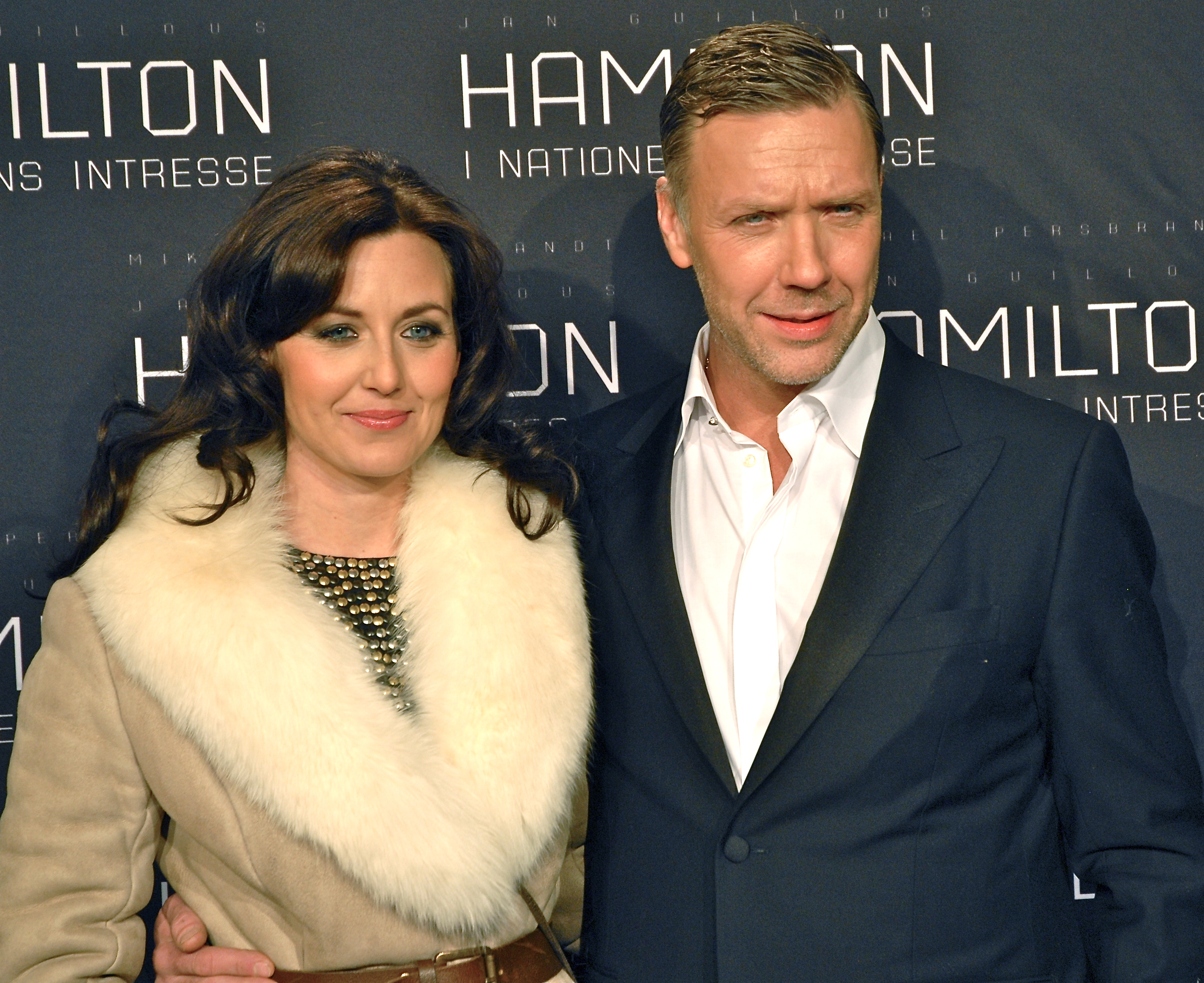
Mikael Persbrandt e Sanna Lundell nel 2012

### Cinema
- Complotto a Stoccolma (Sista kontraktet), regia di Kjell Sundvall (1998)
- Alice, un tesoro di bambina (Alla älskar Alice), regia di Richard Hobert (2002)
- Dag och natt, regia di Simon Staho (2004)
- Maria Larssons eviga ögonblick, regia di Jan Troell (2008)
- In un mondo migliore (Hævnen), regia di Susanne Bier (2010)
- Stockholm East (Stockholm Östra), regia di Simon Kaijser da Silva (2011)
- Hamilton - I nationens intresse, regia di Kathrine Windfeld (2012)
- L'ipnotista (Hypnotisören), regia di Lasse Hallström (2012)
- Lo Hobbit - La desolazione di Smaug (The Hobbit: The Desolation of Smaug), regia di Peter Jackson (2013)
- The Salvation, regia di Kristian Levring (2014)
- Lo Hobbit - La battaglia delle cinque armate (The Hobbit: The Battle of the Five Armies) regia di Peter Jackson (2014)
- Lettere da Berlino (Alone in Berlin), regia di Vincent Pérez (2016)
- La battaglia di Jadotville (The Siege of Jadotville), regia di Richie Smyth (2016)
- King Arthur - Il potere della spada (King Arthur: Legend of the Sword), regia di Guy Ritchie (2017)
- Millennium - Quello che non uccide (The Girl in the Spider's Web), regia di Fede Álvarez (2018)
- Eurovision Song Contest - La storia dei Fire Saga (Eurovision Song Contest: The Story of Fire Saga), regia di David Dobkin (2020)

### Televisione
- Beck - serie TV, 26 episodi (1997-2009)
- Non colpevole (Oskyldigt dömd) - serie TV, 24 episodi (2008-2009)
- Sex Education - serie TV, 8 episodi (2019-2021)

## Doppiatori italiani
- Paolo Marchese ne Lo Hobbit - La desolazione di Smaug, King Arthur - Il potere della spada
- Dario Oppido in The Salvation, Lettere da Berlino
- Massimo Rossi in In un mondo migliore, Beck
- Paolo Poiret in Non colpevole
- Francesco Prando ne L'ipnotista
- Saverio Indrio in Sex Education

## Riconoscimenti
- Guldbagge
  - 2000 - Candidatura a miglior attore per Dödlig drift
  - 2003 - Candidatura a miglior attore per Alla älskar Alice
  - 2005 - Premio Ingmar Bergman
  - 2006 - Candidatura a miglior attore per Bang Bang Orangutang
  - 2009 - Migliore attore per Maria Larssons eviga ögonblick